# Лукин, Матвей Владиславович
Матвей Владиславович Лукин (род. 27 апреля 2004, Москва) — российский футболист, защитник московского ЦСКА.

## Биография
Родился в многодетной семье: отец предприниматель, мать медик и четверо детей — Алексей (род. 1999, актёр), Влада (род. 2002, актриса), Матвей и Елисей (род. 2015). В детстве семья Матвея жила в Сергиевом Посаде. В 5 лет Матвей начал заниматься футболом в академии ПФК ЦСКА, так как болел за этот клуб и взял пример со старшего брата Алексея, который тоже занимался в клубной академии (в 12 лет Алексей оставил футбол из-за травмы и занялся актёрской карьерой). После того как Матвею исполнилось 6 лет, семья переехала в Москву, так как из Сергиева Посада ездить в Москву на тренировки было очень далеко. Матвей с 12 лет играл на позиции центрального защитника. В 14 лет Матвею удалось повстречаться со своим кумиром Марио Фернандесом и получить от него футболку. Младший брат Матвея Елисей, как и оба его старших брата, тоже занимается в академии ПФК ЦСКА в команде 2015 года рождения.

## Клубная карьера
В составе молодёжной команды ЦСКА Матвей Лукин два раза стал чемпионом молодёжного первенства России в сезона 2020/21 и 2021/22, был капитаном команды. Весной 2022 года Ролан Гусев, тренер Матвея в молодёжной команде, рекомендовал его в основной состав тренеру Алексею Березуцкому.
31 августа 2022 дебютировал в основном составе ЦСКА в матче Кубка России против «Торпедо», в этом же матче отдал своей первый голевой пас, позволив забить Адольфо Гайчу. 29 октября 2022 дебютировал в РПЛ и стартовом составе клуба, в матче против «Локомотива» (1:0), был признан лучшим игроком матча и самым молодым игроком клуба, кому был вручён этот приз. Защитник московского ЦСКА Матвей Лукин забил свои первые голы в составе основной команды армейцев. В матче 17-го тура Российской Премьер-Лиги с «Рубином» 20-летний футболист оформил дубль. Матч ЦСКА — «Рубин» проходил на стадионе «ВЭБ Арена (Арена ЦСКА)». В качестве главного арбитра встречи выступил Василий Казарцев (Санкт-Петербург). Итоговый результат — 2:2.

## Карьера в сборных
В феврале 2020 провёл 2 матча за сборную России (до 16 лет) против сборной Черногории (1:0 и 3:0).
В марте 2021 вместе с несколькими игроками молодёжного состава ЦСКА (Никита Ермаков, Эдуард Багринцев и другие) вызван в сборную России по футболу (до 17 лет) и провёл 1 матч против сборной Македонии (4:1).

## Статистика
| Выступление      | Выступление      | Выступление      | Лига | Лига | Кубки | Кубки | Итого | Итого |
| Клуб             | Лига             | Сезон            | Игры | Голы | Игры  | Голы  | Игры  | Голы  |
| ---------------- | ---------------- | ---------------- | ---- | ---- | ----- | ----- | ----- | ----- |
| ЦСКА (Москва)    | Премьер-лига     | 2022/23          | 2    | 0    | 1     | 0     | 3     | 0     |
| ЦСКА (Москва)    | Премьер-лига     | 2023/24          | 5    | 0    | 6     | 0     | 11    | 0     |
| ЦСКА (Москва)    | Премьер-лига     | 2024/25          | 3    | 2    | 3     | 0     | 6     | 2     |
| ЦСКА (Москва)    | Итого            | Итого            | 10   | 2    | 10    | 0     | 20    | 2     |
| Всего за карьеру | Всего за карьеру | Всего за карьеру | 10   | 2    | 10    | 0     | 20    | 2     |

## Достижения
ЦСКА (Москва)
- Обладатель Кубка России: 2022/23, 2024/25
- Серебряный призёр Чемпионата России: 2022/23
- Бронзовый призёр чемпионата России: 2024/25
- Обладатель Суперкубка России: 2025